# Renate Rössingová

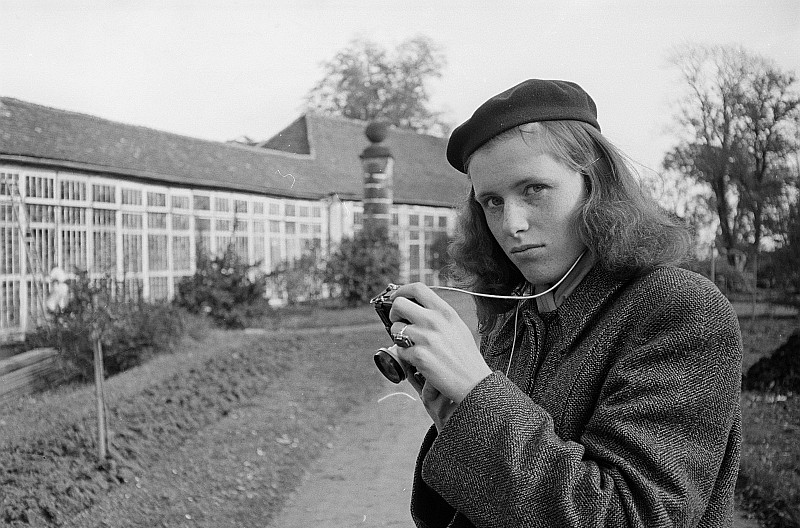
Renate Rössingová (1950)

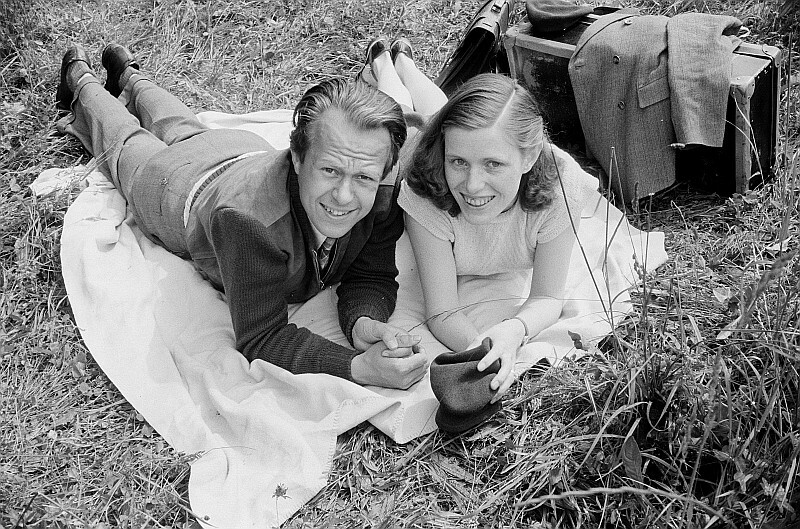
Renate a Roger Rössingovi (1952)

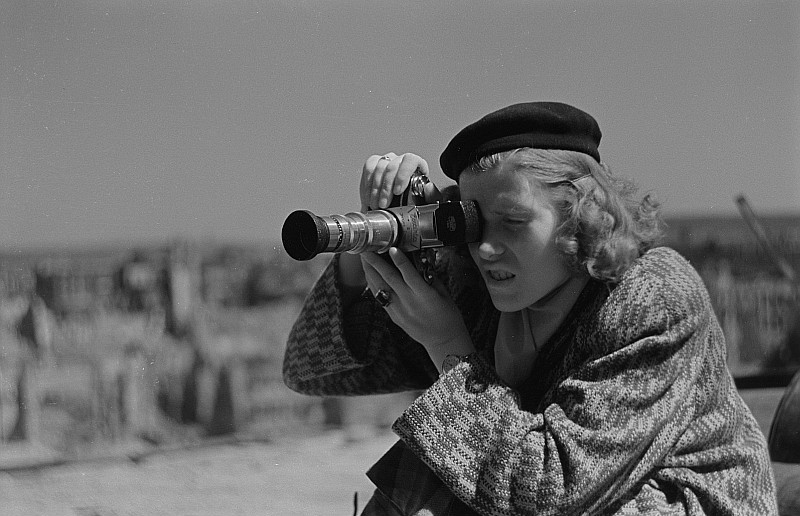
Renate Rössingová při práci (1950)

Renate Rössingová (nepřechýleně Renate Rössing; rozená Renate Winkler, 15. dubna 1929 – 11. července 2005) byla německá fotografka. Její kariéra pokračovala i po revolučních změnách z přelomu roku 1989/1990. Předtím měla jako východoněmecká občanka výsady, které jí umožňovaly cestovat do zahraničí. Nejznámější je díky svým snímkům pořízeným v jejích domovských městech Lipsko a Drážďany během padesátých a šedesátých let. Její práce zahrnovala fotožurnalistiku, portrétní fotografie a krajinu. Pro historiky jsou nejzajímavější její snímky pojednávající o každodenním životě v dobách poválečné rekonstrukce v Německé demokratické republice (NDR).
Na konci 40. let se Renate Winkler spojila s kolegou studentem fotografie Rogerem Rössingem. Poté úzce spolupracovali: autorství jejich fotografií bylo přičítáno autorovi „Rössing-Winkler“ nebo po jejich sňatku v roce 1951 jednoduše „Rössing“. Ve většině případů proto není možné zjistit, který z nich držel fotoaparát pro jakýkoli jednotlivý snímek. Rolf Richter, novinář, který byl také blízkým přítelem páru, připomíná, že Renate byla při výběru lokalit často tím dobrodružnějším. Plazila se k okraji plochých střech na vysokých budovách, aby zachytila nápadnější panorama. Rovněž to byla obecně Renate, kdo převzal odpovědnost za kompozici obrazu a za umístění obrazu a textu.

## Životopis
Renate Winkler se narodila a vyrostla v Drážďanech. Její otec Willy Rössing zemřel mladý v roce 1934, v roce jejích pátých narozenin. V noci ze dne 13. února 1945 byl rodinný dům zcela zničen bombardováním britským a americkým bombardováním Drážďan. Renate přežila, několik dní pohřbena pod troskami, ale její matka Margarete Winklerová zemřela. Po zbytek svého života nosila Renateino tělo jizvy od fosforu po popáleninách, které tu noc utrpěla. Po její záchraně získala starou jednoduchou fotografickou kameru a začala fotografovat důsledky bombardování v Drážďanech. Ačkoli její práce nebyla zjevně politická, nikdy nebylo žádným tajemstvím, že po celý dospělý život byla Renate Rössing-Winkler oddaná pacifistka.
Podala si přihlášku na filmovou akademii v Postupimi, aby mohla studovat dokumentaristiku, ale třída byla již plná. Měla však větší úspěch na Akademii pro knihu a grafiku ( „Hochschule für Grafik und Buchkunst“) v Lipsku. Na fotografii se zapsala v roce 1948. Mezi její studentské vrstevníky patřil muž, který se později stal dlouholetým ředitelem akademie, Bernhard Heisig, sochař a grafik Wolfgang Mattheuer, malíř Werner Tübke a Günter Rössler, který později získal slávu (nebo proslulost) za svou průkopnickou práci v aktu umělecká fotografie. Její kurz byl zaměřen na reklamu a reportáž. Jejím lektorem fotografie byl Johannes Widmann, který ji považoval za nesmírně talentovanou, ale velmi plachou a uzavřenou. Požádal dalšího ze svých studentů, Rogera Rössinga, aby se o ni postaral. Krátce nato se společně usadili v několika pronajatých místnostech v Lipsku-Stötteritzu na jižním okraji města. Bydleli na stejné adrese až do smrti Renate Rössingové v roce 2005, i když v té době byly přidány některé pokoje. Vzali se v roce 1951.
Po dvou nebo třech letech přišla o studentské financování, protože, jak se říká, nesplnila své sociální závazky (... wegen „Nichterfüllung der gesellschaftlichen Pflichten“): v roce 1951 byla nucena opustit kurz. Roger Rössing projevil solidaritu tím, že také z akademie odešel. Jako studenti a bezprostředně po ukončení kurzů se Rössingsovi podporovali především v oblasti fotožurnalistiky v Lipsku a okolí. Jak se ukázalo, jejich společné umění zajistilo, že budou moci pokračovat v dlouhé a úspěšné kariéře ve fotografii na volné noze i přes zjevnou překážku jejich zkráceného studia.
Aktivní kariéra Rössingsové trvala přibližně 55 let, nejplodnější byla v samotném Lipsku a v Drážďanech, ale fotografovala také portréty, města a krajinu v Rumunsku Bulharsku a Maďarsku. Kromě toho proběhla alespoň jedna pracovní návštěva v severní Africe a střední Asii. Ačkoli začínali jako fotožurnalisté, kteří dodávali fotografie novinám a časopisům, postupem času zvyšovali důraz na vydávání knih obsahujících fotografie lidí, scén a míst. Existují informace, že nakonec vyšlo přibližně 90 svazků: internetové stránky Rössing Foundation zmiňuje „více než 100 knih a písemných prací, ve kterých nemá smysl [zkoušet] oddělovat příspěvky Renate a Rogera“.

## Publikace (výběr)
- Roger a Renate Rössingovi: Menschen in der Stadt. Fotografien 1946–1989. Lehmstedt, Lipsko 2006, ISBN 3-937146-32-6.
- Roger a Renate Rössingovi: Rössings Sammelsurium. Texte zur Erinnerung an Renate Rössing (1929–2005). Connewitzer Verlagsbuchhandlung, Lipsko 2005, ISBN 3-937799-19-2.
- Roger a Renate Rössingovi: Leipzig in den Fünfzigern (Lipsko v padesátých letech). Kiepenheuer, Lipsko 2003, ISBN 3-378-01063-0.
- Roger a Renate Rössingovi: Parkansichten. Bilder aus historischen Parkanlagen zwischen Eisenach und Cottbus. (Obrázky z historických parků mezi Eisenachem a Chotěbuzí) Brockhaus, Lipsko 1991, ISBN 3-325-00269-2.
- Roger a Renate Rössingovi: Leipzig in Farbe (Lipsko v barvách). Brockhaus, Lipsko 1984, ISBN 3-7972-0109-5.
- Rössings Sammelsurium. Texte zur Erinnerung an Renate Rössing (1929–2005). Connewitzer Verlagsbuchhandlung, Lipsko 2005
- Menschen in der Stadt. Fotografien 1946–1989. Lehmstedt, Lipsko 2006

## Galerie
Fotografie Rogera a Renate Rössingových:

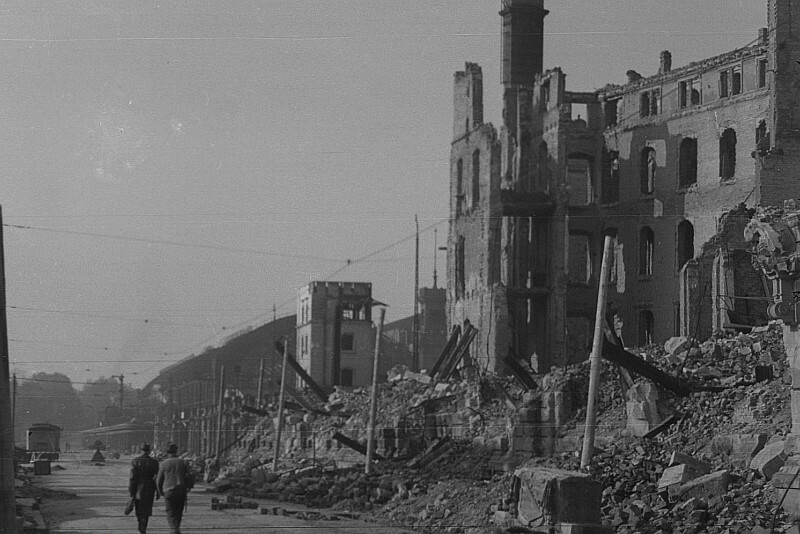
Lidé prochází kolem zničených domů, Drážďany, 1946
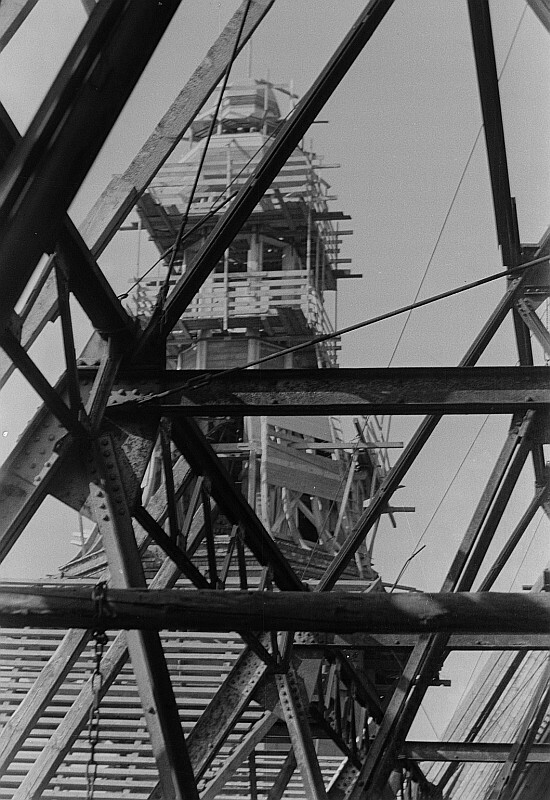
Oprava staré radnice, Drážďany, 1947
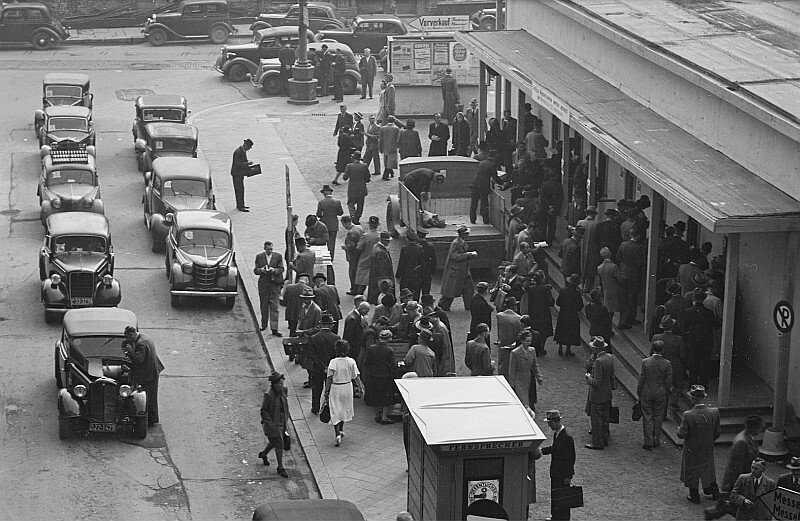
Stanoviště taxi a telefonní centrála, veletrhy Lipsko, 1948
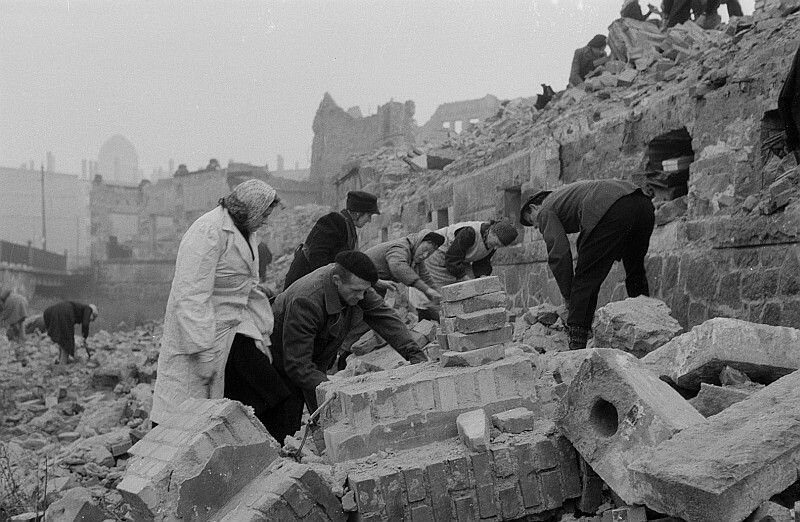
Práce v ruinách, Lipsko, 1948
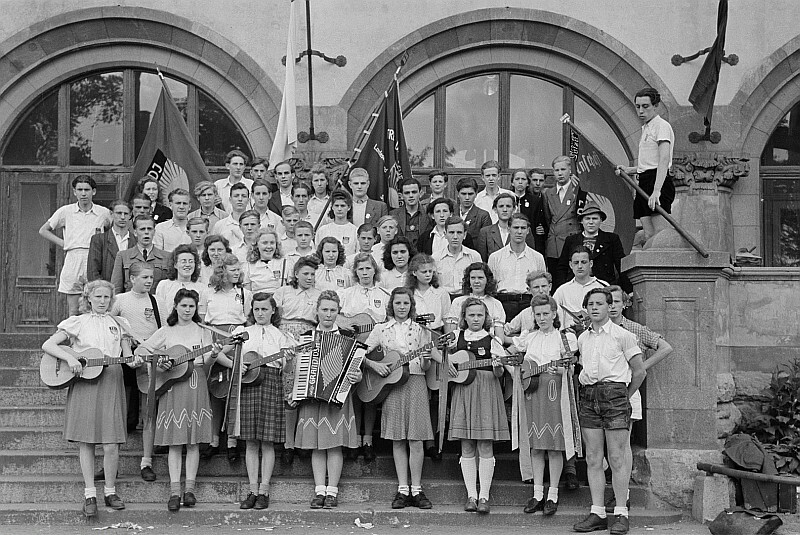
Skupinový portrét členů organizace Svobodná německá mládež, 1949
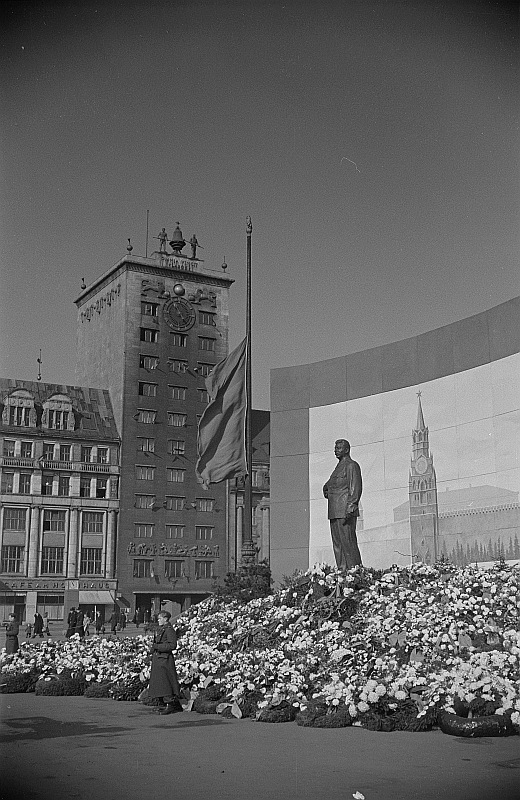
Čestná stráž před sochou Josefa Stalina a horou květin, Lipsko, 1953
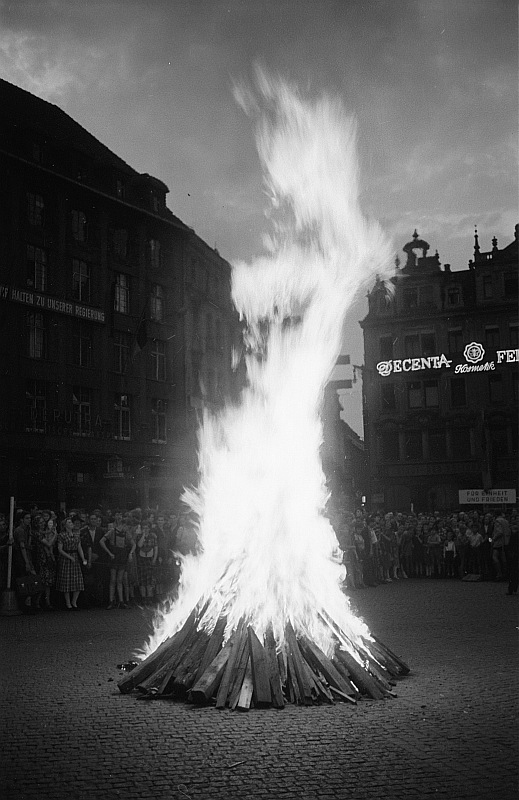
Táborový oheň, Lipsko, 1953
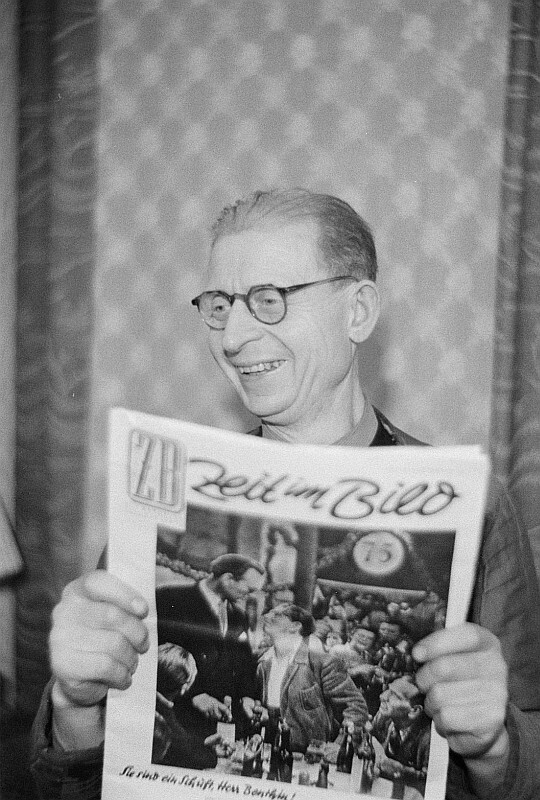
Muž s novinami, Zeit im Bild
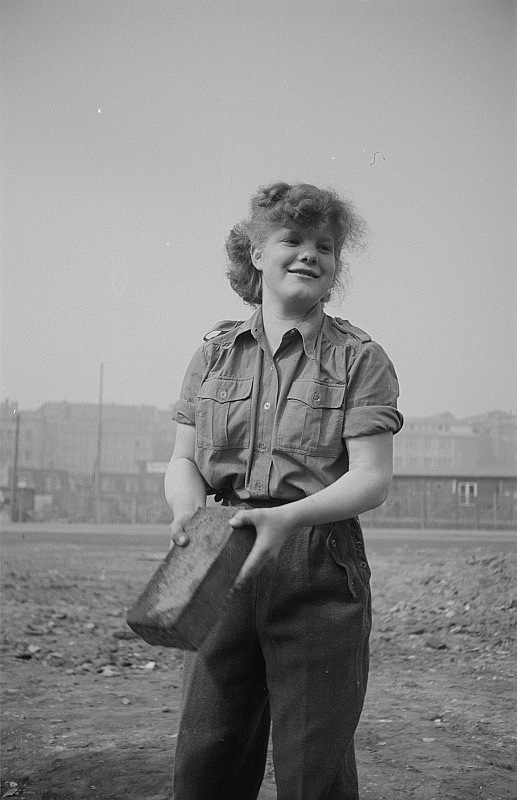
Pomocnice na stavbě, Lipsko, 1953
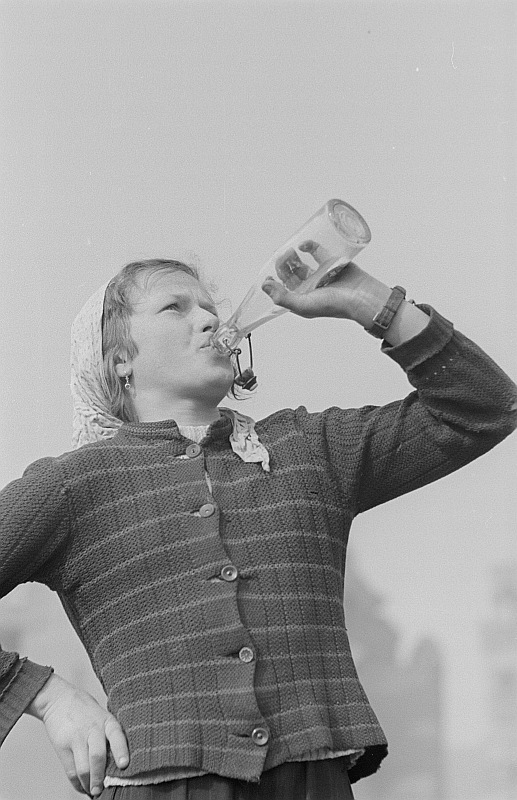
Pomocnice na stavbě, Lipsko, 1953
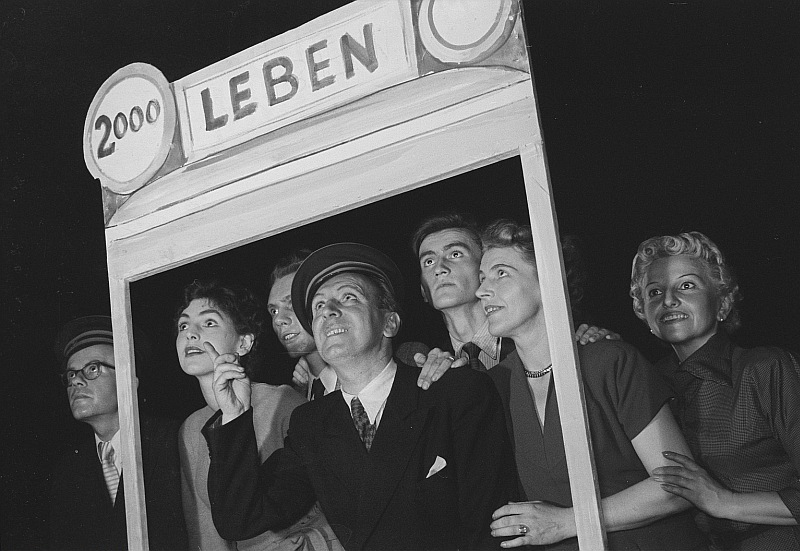
Leipziger Pfeffermühle, kabaretní soubor v Lipsku, 1954
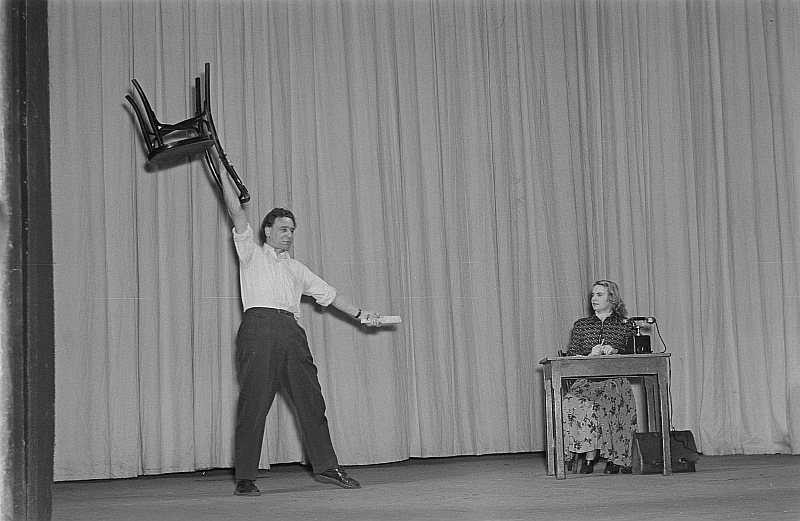
Leipziger Pfeffermühle, kabaretní soubor v Lipsku, 1954